# Santiago Izaguirre Calvo
Santiago Izaguirre Calvo (Biscaia, 1957) és un empresari basc establert a les Illes Balears. És diplomat i llicenciat en ciències empresarials per la Universitat d'Empresarials de Bilbao (UPV) i màster en distribució per Otalora. Des del 1983 fins al 1990 va ser gerent d'Alcampo i des de l'any 1990 és el responsable nacional de l'explotació dels hipermercats del Grup Eroski i responsable regional al País Basc.
Dins el Consell d'Administració dels hipermercats Eroski té el càrrec de director de mercat i director nacional de supermercats. Des del seu càrrec ha incorporat noves plataformes logístiques per a la distribució de productes frescs d'alimentació en els supermercats de nou format. A més, contribueix a la subscripció d'un acord amb la Fundació per al Desenvolupament Sostenible de les Illes Balears per distribuir entre els seus clients la Targeta Verda, que conjuga els descomptes en la compra de productes i la protecció del patrimoni natural de les Illes Balears. El 2007 va rebre el Premi Ramon Llull.